# Afzuigerlenmeyer

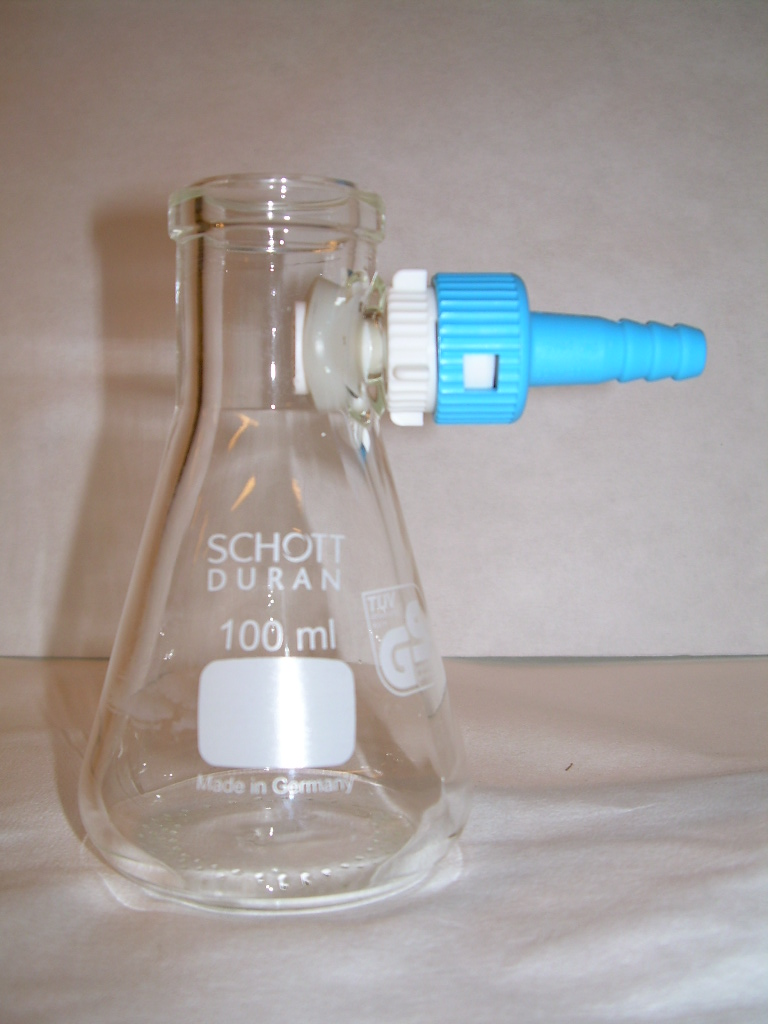
Een afzuigerlenmeyer

Een afzuigerlenmeyer of (af)zuigfles is een erlenmeyer van dik glas (typisch 3 tot 5 mm dik), voorzien van een slangpilaartje boven aan de zijkant. Aan dit pilaartje kan een rubberen slang worden bevestigd, die leidt naar een vacuümpomp. Het dikke glas maakt de erlenmeyer bestand tegen het vacuüm dat gecreëerd wordt bij het leegzuigen. De afzuigerlenmeyer is een stuk laboratoriumglaswerk dat vooral in combinatie met een büchnerfilter gebruikt wordt. 